# Układ Hummla

Schemat elektryczny układu Hummla

Układ Hummla – specjalny obwód elektryczny, w którym możliwe jest uzyskanie dowolnego przesunięcia fazowego pomiędzy przemiennym napięciem zasilającym a prądem płynącym przez jedną z gałęzi obwodu.
Przesunięcie to jest stałe dla stałych wartości impedancji układu i może być regulowane tylko poprzez zmianę wartości rezystancji w gałęzi równoległej (R3 na rysunku).
Układ Hummla obecnie niemal wyszedł z użycia. Dawniej był najczęściej wykorzystywany do uzyskiwania przesunięcia fazowego o wartości 90°, które pozwala na użycie układu watomierza jako waromierza.

## Zasada działania
Z rysunku obok wynika, że:
{\displaystyle {\underline {U}}_{3}={\underline {Z}}_{2}\cdot {\underline {I}}_{2}}
{\displaystyle {\underline {I}}_{1}={\underline {I}}_{2}+{\frac {{\underline {U}}_{3}}{R_{3}}}={\underline {I}}_{2}+{\frac {{\underline {Z}}_{2}}{R_{3}}}\cdot {\underline {I}}_{2}=\left(1+{\frac {{\underline {Z}}_{2}}{R_{3}}}\right)\cdot {\underline {I}}_{2}}
{\displaystyle {\underline {U}}={\underline {Z}}_{1}\cdot {\underline {I}}_{1}+{\underline {U}}_{3}} co po podstawieniu daje
{\displaystyle {\underline {U}}=\left({\underline {Z}}_{1}+{\underline {Z}}_{2}+{\frac {{\underline {Z}}_{1}\cdot {\underline {Z}}_{2}}{R_{3}}}\right)\cdot {\underline {I}}_{2}}
{\displaystyle {\frac {\underline {U}}{{\underline {I}}_{2}}}={\frac {U}{I}}\cdot e^{j\cdot \alpha }={\underline {Z}}_{1}+{\underline {Z}}_{2}+{\frac {{\underline {Z}}_{1}\cdot {\underline {Z}}_{2}}{R_{3}}}} gdzie: j – liczba urojona, α – przesunięcie fazowe, U – wartość skuteczna napięcia zasilającego, I2 – prąd w gałęzi impedancji Z2.
Ponieważ: {\displaystyle {\underline {Z}}_{1}=R_{1}+j\cdot X_{1}} oraz {\displaystyle {\underline {Z}}_{2}=R_{2}+j\cdot X_{2}} to można zapisać, że:
{\displaystyle {\frac {\underline {U}}{{\underline {I}}_{2}}}=R_{1}+R_{2}+{\frac {R_{1}\cdot R_{2}-X_{1}\cdot X_{2}}{R_{3}}}+j\cdot \left(X_{1}+X_{2}+{\frac {R_{1}\cdot X_{2}+R_{2}\cdot X_{1}}{R_{3}}}\right)}
Aby uzyskać przesunięcie fazowe równe 90° muszą zostać spełnione następujące warunki:
{\displaystyle R_{1}+R_{2}+{\frac {R_{1}\cdot R_{2}-X_{1}\cdot X_{2}}{R_{3}}}=0} oraz
{\displaystyle X_{1}+X_{2}+{\frac {R_{1}\cdot X_{2}+R_{2}\cdot X_{1}}{R_{3}}}>0} (jeśli pierwszy warunek jest spełniony, a wynik wyrażenia po lewej stronie nierówności jest mniejszy niż zero, wówczas występuje ujemne przesunięcie fazowe).
Z uwagi na fakt, że wszystkie wartości rezystancji są dodatnie, impedancje Z1 i Z2 muszą posiadać charakter indukcyjny. Ponieważ elementem regulującym ma być wartość rezystancji R3 można zapisać, że:
{\displaystyle R_{3}={\frac {X_{1}\cdot X_{2}-R_{1}\cdot R_{2}}{R_{1}+R_{2}}}}